# Сарыагашский район
Сарыагашский район (каз. Сарыағаш ауданы) — район Туркестанской области Республики Казахстан.
Административный центр — город Сарыагаш.
Численность населения — 186 109 человек (2019 г.).
Крупные населённые пункты: город Сарыагаш, село Жибек-Жолы.

## География
В Сарыагашском районе находится песчаный массив Алкаколькум.

## История
Сарыагашский район был создан в 1939 году под названием Сарыагачский район.
В 1992 году в ходе реформ по уменьшению административных единиц, Сарыагашский район был объединён с Келесским районом с райцентром в селе Абай.
В связи с густонаселённостью Сарыагашского района Указом Президента Республики Казахстан от 5 июня 2018 года из его состава выделен Келесский район с административным центром в селе Абай.

## Население
Национальный состав на (начало 2019 года):
- казахи — 158 351 чел. (85,09 %)
- таджики — 9301 чел. (5,00 %)
- узбеки — 5543 чел. (2,98 %)
- азербайджанцы — 3166 чел. (1,70 %)
- русские — 2306 чел. (1,24 %)
- турки — 2623 чел. (1,41 %)
- татары — 1522 чел. (0,82 %)
- уйгуры — 1315 чел. (0,71 %)
- киргизы — 512 чел. (0,28 %)
- другие — 1470 чел. (0,79 %)
- всего — 186 109 чел. (71,26 %)

## Экономика
Район знаменит санаториями, такими как: «Сарыағаш», «Арман», «Ана мен бала», «Алтын бұлақ» и другие.
Винзавод Капланбек знаменит своими винами.
Многие заводы закрылись во время развала СССР, один из них расположен в бывшем совхозе «ПВС им. 40 лет КазССР», а ныне «Ак-Жол».
Проблемы 
Основной проблемой района является перенаселённость. Численность населения города Сарыагаш — свыше 42.000 человек.
Другой проблемой является среднее образование. В районе находится больше 150 полноформатных средних школ. Для сравнения: в трёх западных областях РК — не больше 120 малоформатных школ.

## Административное деление
1. Абайский сельский округ
2. Акжарский сельский округ, в т.ч. села Багыс и Хиёбон.
3. Актобинский сельский округ
4. Алимтауский сельский округ
5. Бозайский сельский округ
6. Бирлесуский сельский округ
7. Бирликский сельский округ
8. Биртилекский сельский округ
9. Дарбазинский сельский округ
10. Дербисекский сельский округ
11. Жамбылский сельский округ
12. Жартытобинский сельский округ
13. Жемистинский сельский округ
14. Жузумдикский сельский округ
15. Жибекжолинский сельский округ
16. Жылгинский сельский округ
17. Куркелесский сельский округ
18. Капланбекский сельский округ
19. Кошкаратинский сельский округ
20. Кзылжарский сельский округ
21. Алпамыс батыра сельский округ
22. Ошактинский сельский округ
23. Тегисшильский сельский округ
24. Ушкынский сельский округ

## Главы
1. Байгонов Жамбыл Шыракбаевич
2. Макулбаев, Абдибакыт Тиллабаевич (09.2002-12.2004)
3. Уласбек Садибекулы Садибеков (2007—2009 годы)
4. Макулбаев, Абдибакыт Тиллабаевич  (04.2012-2014)
5. Мырзабаев Максат Сайлаубаевич (?—2014)
6. Парманов Бухарбай Рыскулович (02.2014—08.2016)
7. Абдуалиев Кайрат Аманкелдинович (08.2016—08.2019)
8. Отаршиев Мухит Баймуханбетович (с 08.2019)